# Xystrota domarita
Xystrota domarita là một loài bướm đêm trong họ Geometridae.